# Грос-Куммерфельд
Грос-Куммерфельд (нім. Groß Kummerfeld) — громада в Німеччині, розташована в землі Шлезвіг-Гольштейн. Входить до складу району Зегеберг. Складова частина об'єднання громад Боштедт-Ріклінг.
Площа — 30,18 км2. Населення становить 1914 ос. (станом на 31 грудня 2020).